# Алексий II Московски
Алексий II е 15-ият патриарх на Москва и цяла Русия. Предстоятел е на Руската православна църква в периода от 10 юни 1990 до 5 декември 2008 г.

## Биография
Роден е като Алексей Михайлович Ридигер в Талин, Естония, в семейството на руски емигранти. Потомък е на германския балтийски благороднически род фон Рюдигер, част от който приема източното православие през 18 век.
Завършва богословие в Ленинград през 1949 година. Ръкоположен е за дякон през 1950 година, след това става свещеник и монах. През 1953 година завършва Ленинградската духовна академия.
През 1961 е назначен за епископ на Талин и Естония. За архиепископ е избран от 1964 и само след 4 години през 1968 вече е митрополит. От 1986 година до избора му за патриарх е митрополит на Новгород и Ленинград (Санкт Петербург). След смъртта на патриарх Пимен I през 1990 Алексий е избран за новия предстоятел на Руската православна църква.